# Aleuroctonus marki
Aleuroctonus marki är en stekelart som beskrevs av Christer Hansson och Lasalle 2003. Aleuroctonus marki ingår i släktet Aleuroctonus och familjen finglanssteklar.
Artens utbredningsområde är:
- Costa Rica.
- Kuba.

Inga underarter finns listade i Catalogue of Life.